# Пололепестник
Пололепе́стник зелёный (лат. Coeloglóssum víride) — травянистый многолетник, вид монотипного рода Пололепестник. Распространён в умеренной зоне Евразии и Северной Америки.

## Таксономический статус родаCoeloglossum

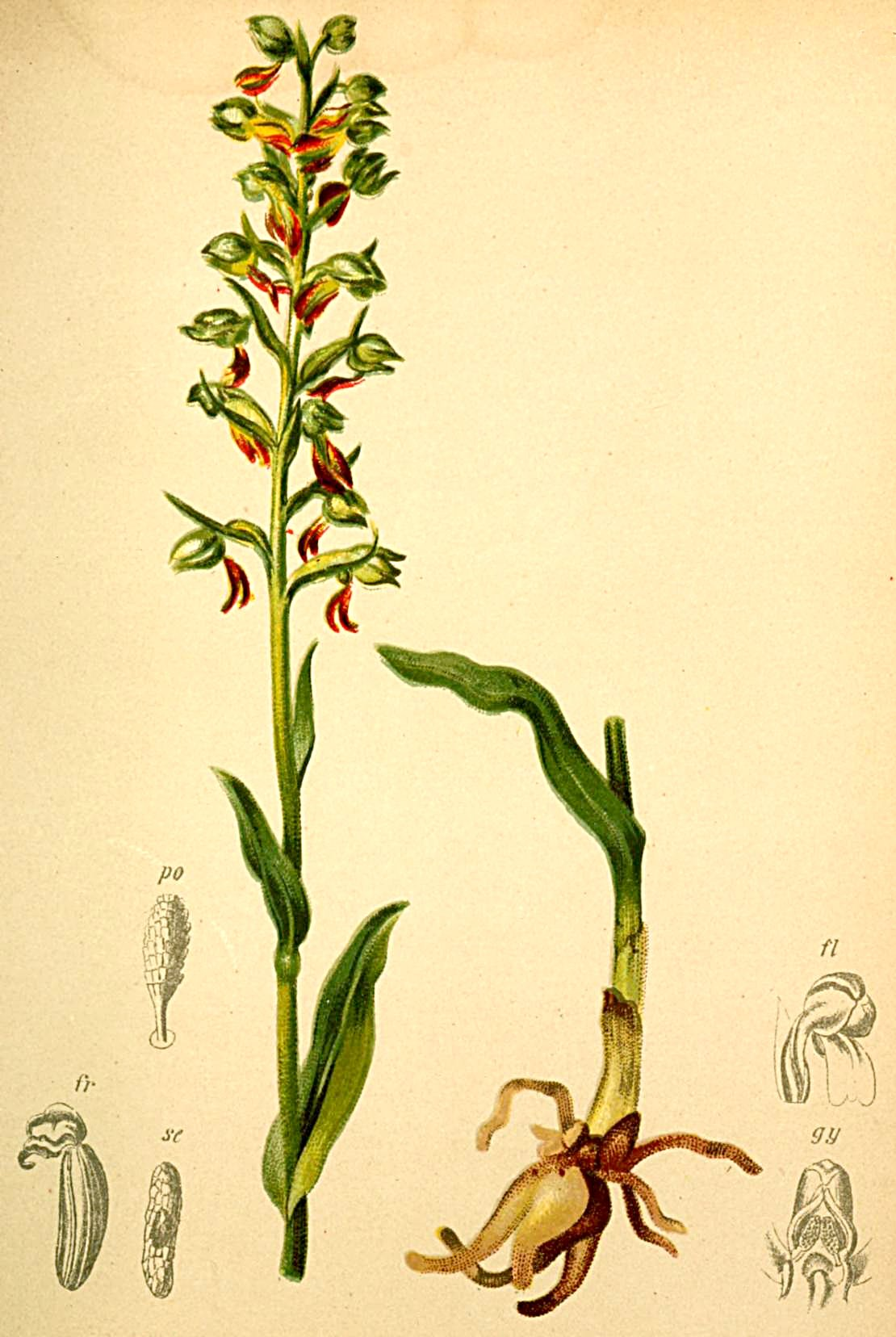
из книги Антона Хартингера Atlas der Alpenflora, 1882

Исследование филогенетических отношений в подтрибе Orchidinae, проведённые в 1997 году на основании анализа последовательностей внутренних транскрибируемых спейсеров ITS1 и ITS2, показали, что Coeloglossum на хорошо поддерживаемом уровне встроен в монофилетическую ветвь, образованную видами Dactylorhiza (пальчатокоренник). На этом основании Coeloglossum был формально перенесён в род Dactylorhiza.
Более поздние работы, однако, отмечают многие морфологические отличия между представителями этих двух родов, хотя молекулярное сходство на уровне внутренних транскрибируемых спейсеров невелико. Включение в анализ последовательностей внешних спейсеров показало, что Coeloglossum и Dactylorhiza являются сестринскими группами. По этой причине в современной литературе встречаются различные трактовки вида как внутри рода Dactylorhiza, так и внутри монотипного рода Coeloglossum.
Зарегистрированы естественные гибриды между пололепестником и видами пальчатокорненника (×Dactyloglossum E.G.Camus)

### Синонимы
- Satyrium viride L. basionym
- Dactylorhiza viridis (L.) R.M.Bateman, Pridgeon & M.W.Chase — иногда принимаемое сегодня название, данное на основе филогенетического анализа.

## Ботаническое описание
Многолетник с двураздельными клубневидными корнями.
Стебель высотой 6—80 см с 2—6 очерёдными листьями. Листья 5—14 см длиной и 2—7 см шириной, ближе к основанию стебля они яйцевидной или эллиптической формы, верхние листья ланцетные, постепенно уменьшающиеся до прицветных чешуй.
Соцветие до 10 см длиной, негустое, состоит из 7—70 цветков. Цветки зелёные с красновато-коричневым оттенком. Чашелистики (сепалии) овальные 3—8 × 2—5 мм, образующие шлем над колонкой; лепестки линейные 3—5 × 0,5 мм; губа 3—10 × 0,5—4 мм; шпора незаметная, 2 х 1 мм. Цветки обладают слабым ароматом.
Коробочки 7—14 × 4—5 мм.
Число хромосом 2n = 40.

## Экология
Встречается одиночно или небольшими группами на лугах (в том числе, горных), лесных полянах, в зарослях кустарников, тундрах, на некоторых типах болот. В горы поднимается до высоты 2800—3000 м над уровнем моря. Цветёт летом (июль — август). Опыляется двукрылыми насекомыми.

## Охранный статус
Вид распространён очень широко, но повсеместно редок, поэтому включён в Красные книги многих субъектов Российской Федерации и сопредельных стран (Латвия, Эстония, Украина, Беларусь).

## В культуре
Согласно данным Т. Ю. Коноваловой и Н. А. Шевыревой растения выпадают через 1—2 года. Наблюдения М. И. Хомутовского наоборот, показали устойчивость данного вида в культуре. В условиях Москвы и Тверской области (Андреапольский район) пололепестник испытывали в течение 5 лет. Из 5 каждый год 2—3 особи цвели и на них завязывались плоды, а не ежегодное цветение растений наблюдается и в природе, что связано с биологическим особенностями и стратегией вида. Плодоношение варьировало от 30% до 45% и редко достигало 60%, что вероятно, связано с недостаточным числом опылителей. Образование дочерних особей вегетативным путём не наблюдалось, хотя в культуре вегетативное размножение данного вида отмечают регулярно.